# Édouard Verreaux
Jean Baptiste Édouard Verreaux (París, 16 de septiembre de 1810 - 14 de marzo de 1868) era un naturalista francés, coleccionista y distribuidor.
Era hermano de Jules Verreaux. En 1830 Édouard Verreaux viajó a África Sur para ayudar a su hermano a empaquetar una inmensa cantidad de especímenes para un consignador. Regresó en 1832 antes de continuar a Sumatra, Java, Filipinas e Indochina.
Hubo un tercer hermano, Joseph Alexis Verreaux, también naturalista, que vivió en Ciudad del Cabo, y falleció también en 1868.
Toda la familia Verreaux comerciaba desde París un enorme emporio de aves y pieles, que se llamaba la "Maison Verreaux" (Casa Verreaux). Eran claramente ambiciosos taxidermistas, ganando notoriedad al conseguir, desde un funeral de un jefe tribal cuyos restos ellos desenterraron, llevar estos a Ciudad del Cabo y embalsamarlos.
El veterinario catalán Francisco Darder, luego curador del zoo de Barcelona, compró así, de Édouard Verreaux, un ‘espécimen humano’ en 1888. Esa exhibición controvertida estuvo expuesta en Bañolas hasta finales del siglo XX, cuando los descendientes de esa persona ganaron la demanda y los restos debieron ser devueltos.
En 1834 Édouard tomó el mando del negocio de historia natural de la familia en París.

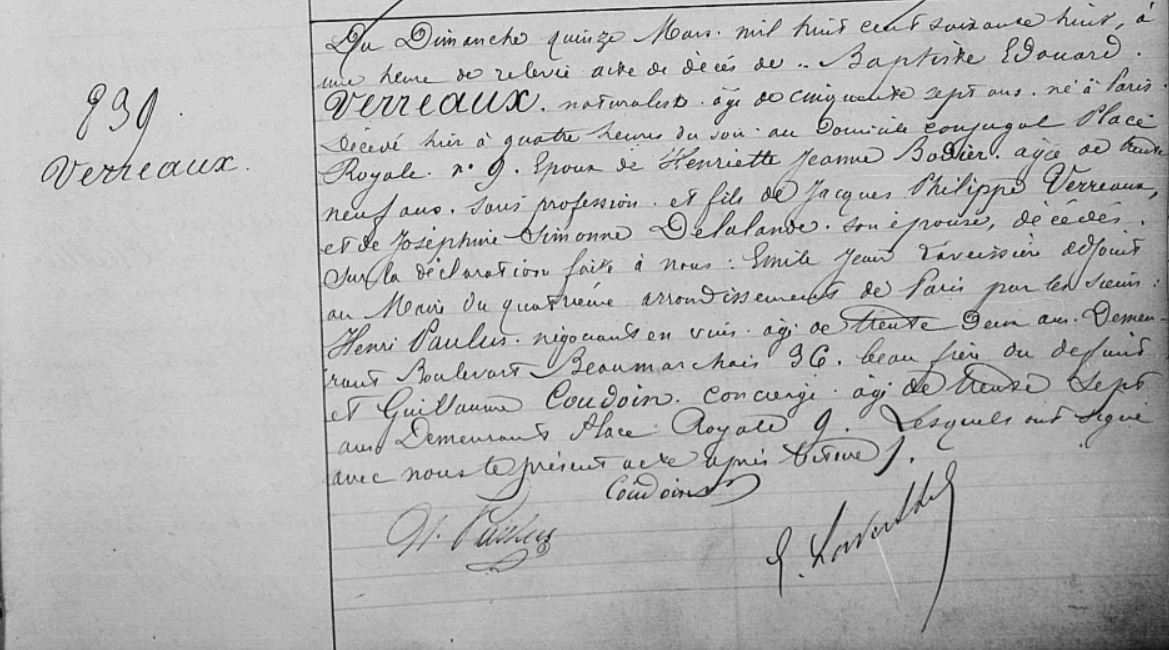
Certificado de defunción de Jean Baptiste Édouard Verreaux

## Abreviatura (zoología)
La abreviatura Verreaux  se emplea para indicar a Édouard Verreaux como autoridad en la descripción y taxonomía en zoología.

- Datos: Q2046609
- Multimedia: Édouard Verreaux / Q2046609
- Especies: Édouard Verreaux